# La Brabançonne
La Brabançonne ("A Brabantina", em francês) é o hino nacional da Bélgica. 